# Qark
Ein Qark ([caɾk], albanisch qark resp. qarku, Plural qarqe [caɾce]; in offiziellen englischen Übersetzungen als Region bezeichnet) ist eine den Gemeinden (bashkia) übergeordnete Verwaltungseinheit in Albanien. Die zwölf Qarqe waren bis 2015 in je zwei bis vier Kreise unterteilt, von denen es insgesamt 36 gab.
Die Qark-Räte setzen sich aus den Bürgermeistern aller Gemeinden des jeweiligen Qarks sowie weiteren Gemeinderäten zusammen. Sie konstituieren sich selbst und wählen aus ihrer Mitte einen Vorsitzenden.
Die Dezentralisierung in Albanien ist ein fortschreitender und noch nicht abgeschlossener Prozess. Die zwölf Qarqe wurden im Jahr 2000 durch Gesetzesreformen aufgrund der Verfassung von 1998 geschaffen. Sie ersetzten die zuvor bestehenden zwölf Präfekturen.
Den Regionalbehörden der Qarqe sind vom Gesetz bestimmte Aufgaben der lokalen Verwaltung übertragen in den Bereichen öffentliche Versorgung (Wasserversorgung, Entsorgung, Lokalverkehr, Friedhöfe, Stadtplanung), Kultur (kulturelle Anlässe, kulturelle Institutionen), soziale Einrichtungen (Waisenhäuser, Kindertagesstätten, Altersheime), Wirtschaftsförderung, Raumplanung und lokale Polizei. Sogenannte geteilte Aufgaben in den Bereichen Bildung, Gesundheit, soziale Unterstützung und Umweltschutz können die Qarqe ergänzend oder gemeinsam mit der Zentralregierung wahrnehmen. Zum Teil nehmen sie auch regionale Aufgaben wahr, die die Gemeinden an sie delegieren. Die Behörden der Qarqe unterstützen die Gemeinden und koordinieren zwischen diesen. Die Qarqe, die eigene Rechtssubjekte sind, finanzieren sich über lokale Steuern, Anteile nationaler Steuern und Geldmittel, die sie von der Regierung erhalten. Der Einfluss und die finanzielle Unabhängigkeit der Qarqe zwischen der mächtigen Zentralregierung und den Gemeinden, die auch die Vertreter der Qarqe stellen, sind nach wie vor schwach.
Die Zentralregierung ernennt für jeden Qark einen Präfekten (Prefekti i Qarkut), der die Aufsicht über die Qark-Räte ausübt und die lokalen Geschäfte der Landesregierung wahrnimmt, die nicht an die Lokalbehörden abgetreten wurden. Die Präfekten sind somit der verlängerte Arm der Regierung in den Regionen. Ein Qark wird deswegen oft auch als Präfektur bezeichnet.

## Liste der Qarqe
| Wappen | Qark             | Gemeinden                                                           | ehemalige Kreise                 | Hauptstadt  | Fläche (km²) | Einwohner (Volkszählung) | Einwohner (Volkszählung) | Einwohner (Volkszählung) | Bevölkerungs- dichte (Einwohner/km²) |
| Wappen | Qark             | Gemeinden                                                           | ehemalige Kreise                 | Hauptstadt  | Fläche (km²) | 2023                     | 2011                     | 2001                     | Bevölkerungs- dichte (Einwohner/km²) |
| ------ | ---------------- | ------------------------------------------------------------------- | -------------------------------- | ----------- | ------------ | ------------------------ | ------------------------ | ------------------------ | ------------------------------------ |
|        | Qark Berat       | Berat, Kuçova, Poliçan, Skrapar, Ura Vajgurore                      | Berat, Kuçova, Skrapar           | Berat       | 1.798        | 140.956                  | 141.944                  | 193.020                  | 078                                  |
|        | Qark Dibra       | Bulqiza, Dibra, Klos, Mat                                           | Bulqiza, Dibra, Mat              | Peshkopia   | 2.586        | 107.178                  | 137.047                  | 189.854                  | 041                                  |
|        | Qark Durrës      | Durrës, Kruja, Shijak                                               | Durrës, Kruja                    | Durrës      | 0 766        | 226.863                  | 262.785                  | 245.179                  | 296                                  |
|        | Qark Elbasan     | Belsh, Cërrik, Elbasan, Gramsh, Librazhd, Peqin, Përrenjas          | Elbasan, Gramsh, Librazhd, Peqin | Elbasan     | 3.199        | 232.580                  | 295.827                  | 362.736                  | 073                                  |
|        | Qark Fier        | Divjaka, Fier, Lushnja, Mallakastra, Patos, Roskovec                | Fier, Lushnja, Mallakastra       | Fier        | 1.890        | 240.377                  | 310.331                  | 382.544                  | 127                                  |
|        | Qark Gjirokastra | Dropull, Gjirokastra, Këlcyra, Libohova, Memaliaj, Përmet, Tepelena | Gjirokastra, Përmet, Tepelena    | Gjirokastra | 2.884        | 060.013                  | 072.176                  | 112.831                  | 021                                  |
|        | Qark Korça       | Devoll, Kolonja, Korça, Maliq, Pogradec, Pustec                     | Devoll, Kolonja, Korça, Pogradec | Korça       | 3.711        | 173.091                  | 220.357                  | 265.182                  | 047                                  |
|        | Qark Kukës       | Has, Kukës, Tropoja                                                 | Has, Kukës, Tropoja              | Kukës       | 2.374        | 061.998                  | 085.292                  | 111.393                  | 026                                  |
|        | Qark Lezha       | Kurbin, Lezha, Mirdita                                              | Kurbin, Lezha, Mirdita           | Lezha       | 1.620        | 099.384                  | 134.072                  | 159.182                  | 061                                  |
|        | Qark Shkodra     | Fushë-Arrëz, Malësia e Madhe, Puka, Shkodra, Vau-Deja               | Malësia e Madhe, Puka, Shkodra   | Shkodra     | 3.562        | 154.479                  | 215.347                  | 256.473                  | 043                                  |
|        | Qark Tirana      | Kamza, Kavaja, Rrogozhina, Tirana, Vora                             | Kavaja, Tirana                   | Tirana      | 1.652        | 758.513                  | 749.365                  | 597.899                  | 459                                  |
|        | Qark Vlora       | Delvina, Finiq, Himara, Konispol, Saranda, Selenica, Vlora          | Delvina, Saranda, Vlora          | Vlora       | 2.706        | 146.681                  | 175.640                  | 192.982                  | 054                                  |